# Dechow
Dechow ist eine Gemeinde im Westen des Landkreises Nordwestmecklenburg in Mecklenburg-Vorpommern (Deutschland). Die Gemeinde wird vom Amt Rehna mit Sitz in der Stadt Rehna verwaltet.

## Geografie
Die Gemeinde Dechow am Südrand des 177 Hektar großen Röggeliner Sees, der sich nördlich an die Schaalsee-Kette anschließt, liegt zwischen den Städten Ratzeburg und Gadebusch. Lübeck ist etwa 23 Kilometer, die Landeshauptstadt Schwerin rund 32 Kilometer entfernt. Die Umgebung Dechows an der Landesgrenze zu Schleswig-Holstein ist wald- und seenreich mit hügeligem Relief (Ruthenberg 67 m ü. NN, Spiegel des Röggelinsees 38 m ü. NN). Auf dem Gemeindegebiet liegen auch der Lankower See und der Goldensee.
Am 1. Januar 2004 wurden die Dechower Ortsteile Groß Thurow und Neu Thurow sowie Thurow-Horst (unbewohnt) in die Gemeinde Roggendorf eingegliedert.
Umgeben wird Dechow von den Nachbargemeinden Groß Molzahn und Carlow im Norden, Königsfeld im Nordosten, Roggendorf im Südosten, Mustin im Süden, Ziethen im Südwesten sowie Schlagsdorf im Nordwesten.
Zu Dechow gehört der Ortsteil Röggelin.

## Geschichte
Der 1194 erstmals erwähnte Ort war bis 1945 lauenburgisch. Durch Korrekturen am Grenzverlauf zwischen der britischen und sowjetischen Besatzungszone (Barber-Ljaschtschenko-Abkommen im November 1945) kam Dechow zusammen mit Groß- und Klein Thurow (heute Ortsteile der Gemeinde Roggendorf) zu Mecklenburg. Der Dechower Ortsteil Lankow wurde aufgrund der Zwangsmaßnahmen zerstört. Nur ein 2009 aufgestellter Gedenkstein am Lankower See im Waldgebiet Lankower Forst erinnert heute an das ehemalige Dorf.

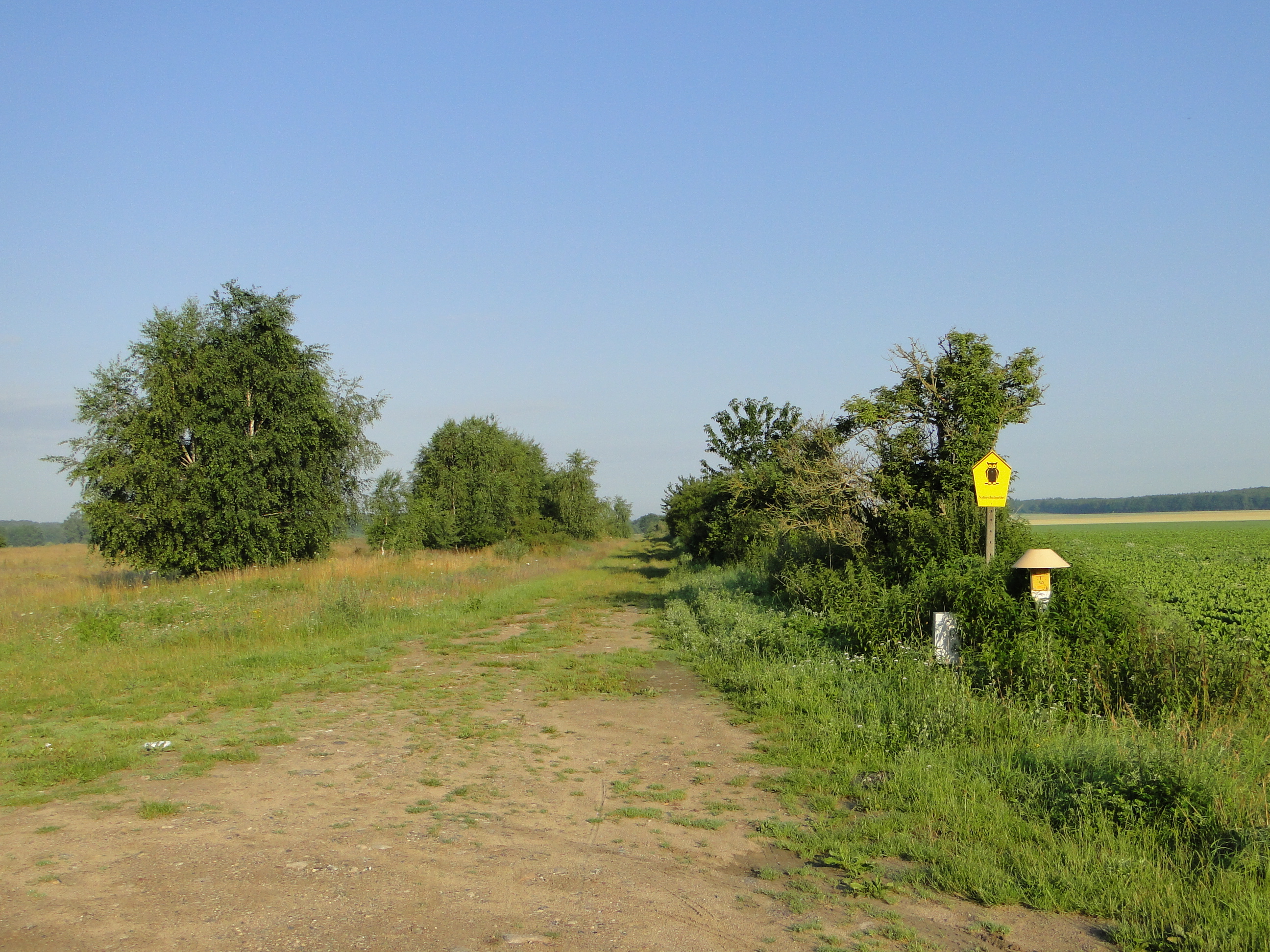
Ehemaliger Grenzstreifen zwischen Dechow und Mustin

## Politik

### Gemeindevertretung
Die Wahl vom 7. Juni 2009 hatte folgende Ergebnisse:
- Wählergemeinschaft Dechow: 6 Sitze

### Wappen, Flagge, Dienstsiegel
Die Gemeinde verfügt über kein amtlich genehmigtes Hoheitszeichen, weder Wappen noch Flagge. Als Dienstsiegel wird das kleine Landessiegel mit dem Wappenbild des Landesteils Mecklenburg geführt. Es zeigt einen hersehenden Stierkopf mit abgerissenem Halsfell und Krone und der Umschrift „GEMEINDE DECHOW • LANDKREIS NORDWESTMECKLENBURG“.

## Wirtschaft und Infrastruktur
Die Landwirtschaft bestimmt weite Teile des Gebietes um Dechow. Die im Biosphärenreservat Schaalsee gelegene Gemeinde setzt zunehmend auf den Tourismus in der weitgehend intakten Naturlandschaft.
Dechow ist Firmensitz der Gläsernen Molkerei, die Biomilch zu Molkereiprodukten verarbeitet. Die Produkte werden unter dem eigenen Namen vermarktet, aber auch für andere Marken und Handelsketten hergestellt. 2023 hat Mutares die Molkerei, welche in Münchehofe einen weiteren Standort betreibt, von Emmi übernommen.

## Verkehrsanbindung
Die Bundesstraße 208 (Ratzeburg – Gadebusch) führt einen Kilometer südlich von Dechow vorbei. Zu den umliegenden Städten Zarrentin am Schaalsee, Rehna und Schönberg gelangt man über Verbindungsstraßen.